# Érikoussa
Érikoussa (grec moderne : Ερείκουσα, italien : Merlera) est une île grecque appartenant à l'archipel des îles Ioniennes. À l'entrée en vigueur de la réforme des collectivités locales en 2011, l'île devient un district municipal du dème (municipalité) de Corfou. Depuis 2019, l'île est rattachée au dème de Corfou-Centre et des îles Diapontiques à la suite de la suppression du dème unique de Corfou dans le cadre du programme Clisthène I.
Elle est située au large de la côte nord-ouest de l'île de Corfou, et est presque à égale distance de Corfou au sud, Mathraki au sud-ouest, et Othoni à l'ouest. Il n'y a qu'un village sur l'île, également appelé Érikoussa. Sa population était de 496 habitants au recensement de 2011 et sa superficie est de 3,7 km2. L'île est riche en forêts verdoyantes, remplis de cyprès et d'oliviers. Elle dispose de deux plages, Porto (Πόρτο) et Bragini (Μπραγκίνι), qui sont deux noms d'origine italienne remontant à la domination vénitienne des îles Ioniennes (en). Bien que considérée comme plus agréable que Porto, Bragini est moins fréquentée, en raison du fait qu'elle est plus éloignée de la partie principale de l'île.
On accède à Érikoussa en bateau depuis Sidari, port du nord de Corfou (trajet de 40 minutes environ), ou depuis la ville de Corfou (trajet de 2 heures 45 environ).

## Galerie

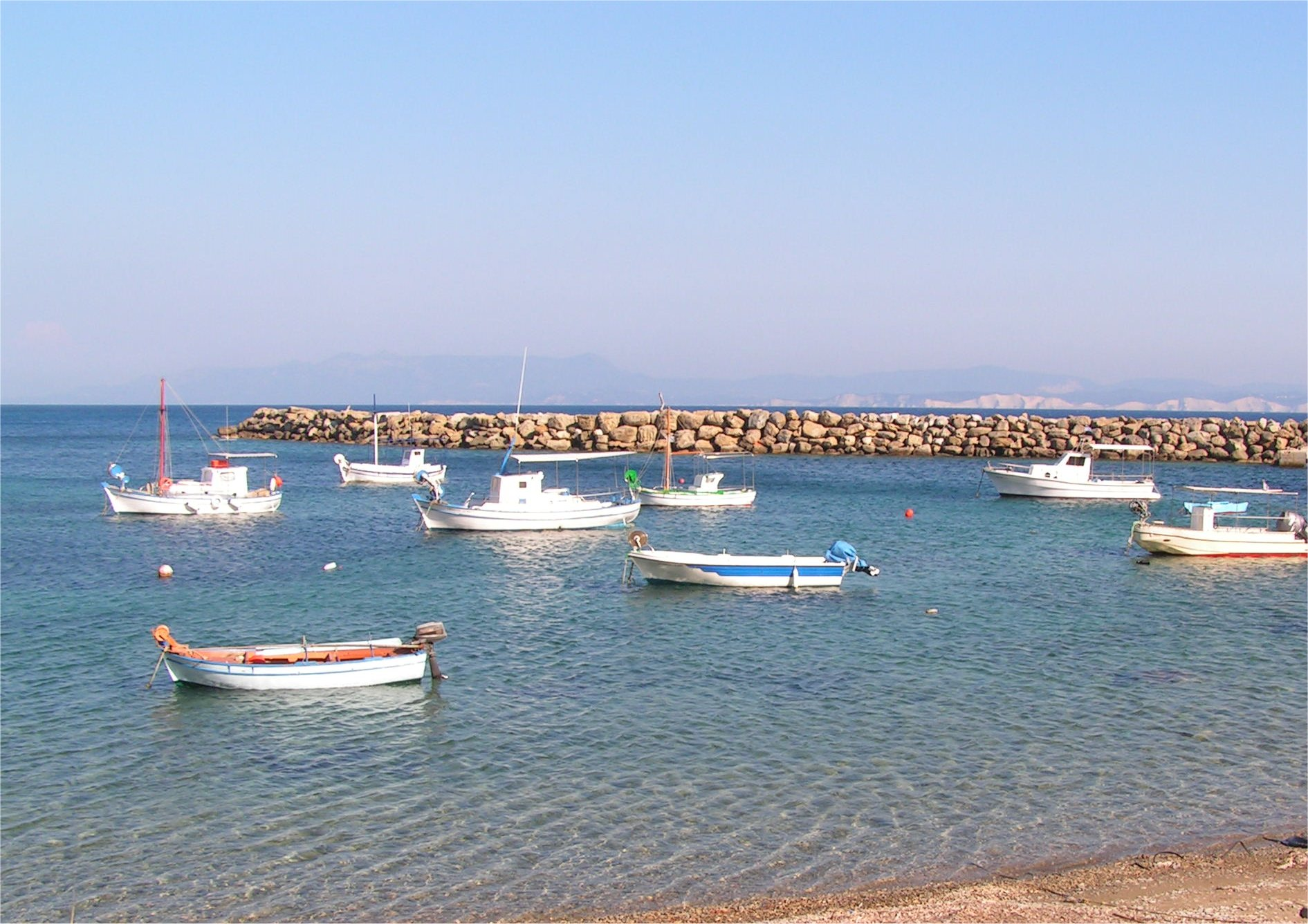
Bateaux mouillant à Porto, à Érikoussa
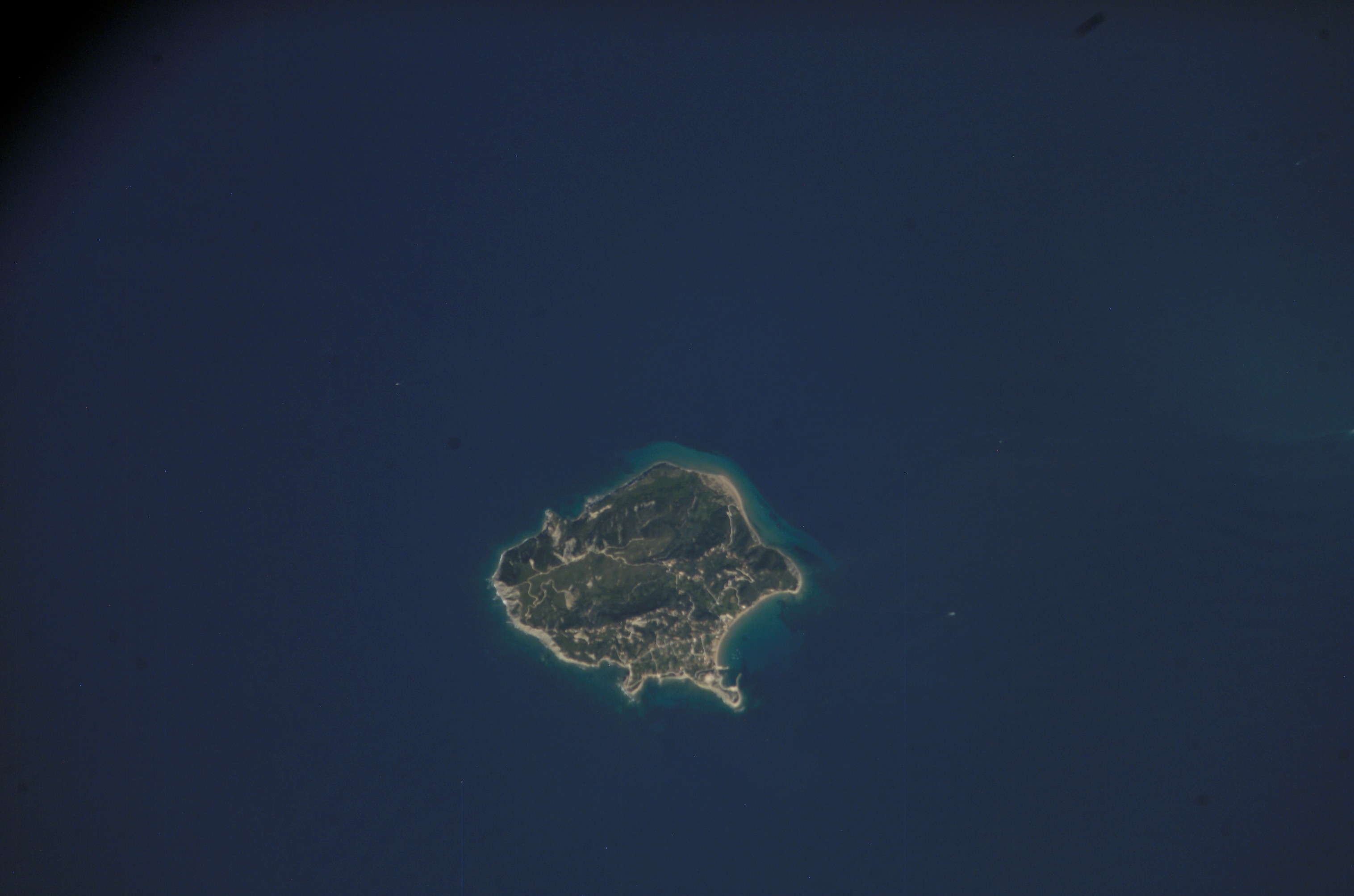
Vue satellite d'Érikoussa